# Welterbe auf den Marshallinseln

Zum Welterbe auf den Marshallinseln gehört (Stand 2016) eine Kulturerbestätte des UNESCO-Welterbes. Der Inselstaat Marshallinseln im Südpazifik  ist der Welterbekonvention 2002 beigetreten, die bislang einzige Welterbestätte wurde 2010 in die Welterbeliste aufgenommen.

## Welterbestätten
Die folgende Tabelle listet die UNESCO-Welterbestätten auf den Marshallinseln in chronologischer Reihenfolge nach dem Jahr ihrer Aufnahme in die Welterbeliste (K – Kulturerbe, N – Naturerbe, K/N – gemischt, (G) – auf der Liste des gefährdeten Welterbes).
| Bild             | Bezeichnung                                       | Jahr | Typ | Ref. | Beschreibung |
| ---------------- | ------------------------------------------------- | ---- | --- | ---- | --- |
| (weitere Bilder) | Nukleares Testgelände auf dem Bikini-Atoll (Lage) | 2010 | K   | 1339 | Das Bikini-Atoll im Pazifischen Ozean wurde in den 1940er und 1950er Jahren von den USA als Kernwaffentestgelände benutzt. Es wurden insgesamt 67 Kernwaffen gezündet. Die ursprünglichen Einwohner wurden evakuiert. Heute kann das Atoll wieder betreten werden, vom Verzehr dort erzeugter Lebensmittel wird aber abgeraten. |

## Tentativliste
In der Tentativliste sind die Stätten eingetragen, die für eine Nominierung zur Aufnahme in die Welterbeliste vorgesehen sind. Derzeit (2021) sind drei Stätten in der Tentativliste der Marshallinseln, die letzte Eintragung erfolgte 2005. Die folgende Tabelle listet die Stätten in chronologischer Reihenfolge nach dem Jahr ihrer Aufnahme in die Tentativliste.
| Bikar-Atoll                 | Nördliche Atolle der Marshallinseln           | 2005 | K/N | 2064 | u. a. die Atolle Bokak und Bikar |  |  |
| Likiep-Atoll                | Historischer Bezirk des Dorfes Likiep         | 2005 | K   | 2066 |                                  |  |  |
| Mili-Atoll (weitere Bilder) | Naturreservat Mili-Atoll und Nadrikdrik-Atoll | 2005 | N   | 2067 | Atolle Mili und Nadrikdrik       |  |  |